# Senecio viscosus
Senecio viscosus es una especie de planta herbácea de la familia de las asteráceas.

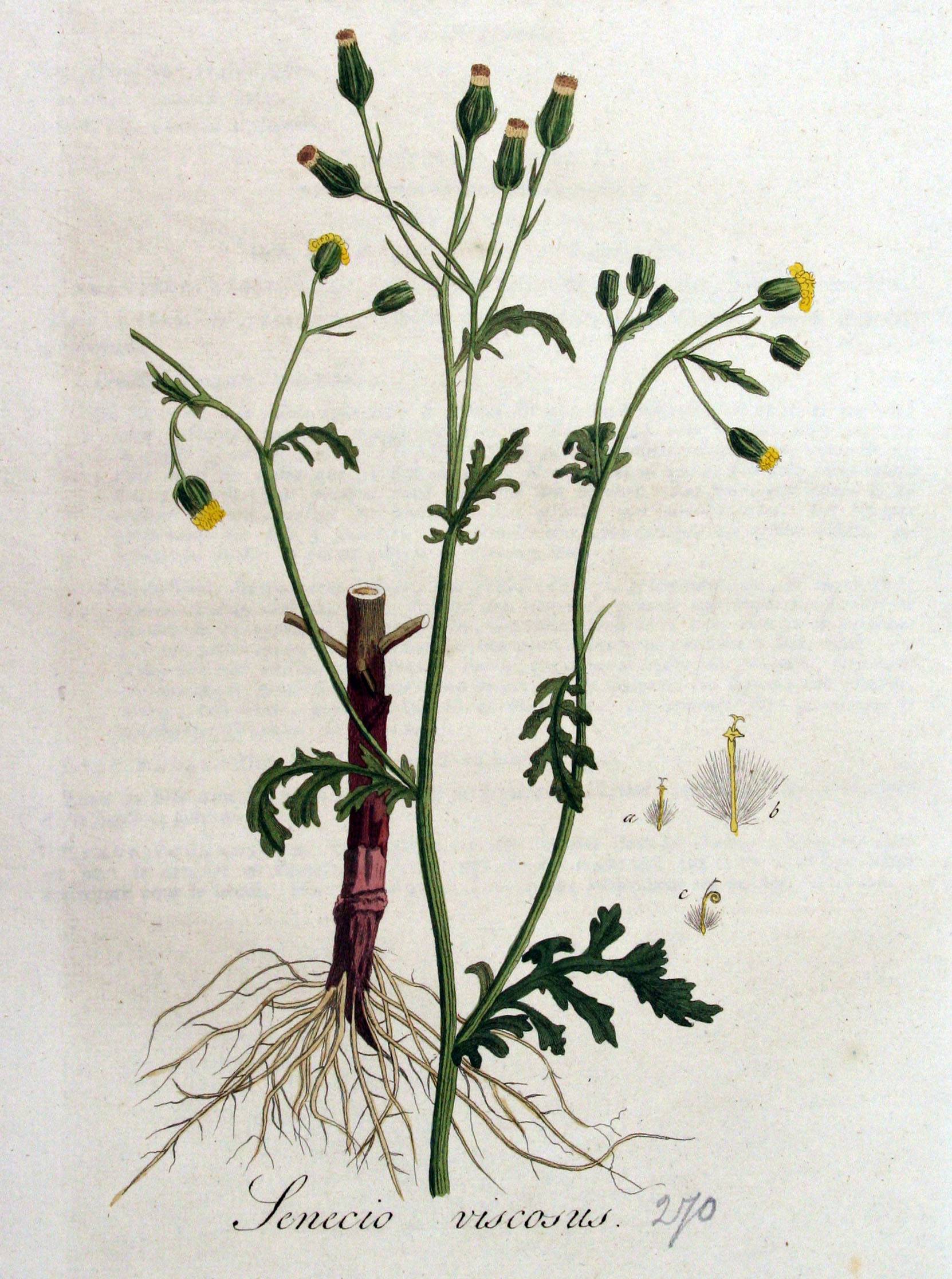
Ilustración de Flora Batava

## Descripción
Anual, fétida, viscosa, con tallos glandulares ramosos de 20-60 cm. Hojas verdeoscuro, obovadas en su contorno, divididas con lóbulos a su vez dentados o lobulados, estrechados hasta un pecíolo corto, densamente peloso-glandulares. Muchos capítulos de 6-12 mm de diámetro, en inflorescencias ramosas. Flores liguladas amarillas con lóbulos cortos enrollados hacia abajo; involucro cónico con brácteas de 8-11 mm, densamente glandular, y con 3-4 brácteas externas más cortas. Frutos lampiños. Florece en verano.

## Distribución y hábitat
Desde el centro de España y Grecia a Holanda y norte de Rusia. En Gran Bretaña e Irlanda. Naturalizada en partes del norte y oeste de Europa.

## Taxonomía
Senecio viscosus fue descrita por  Carlos Linneo  y publicado en Species Plantarum 2: 868. 1753.
Etimología
Ver: Senecio
viscosus: epíteto latíno que significa "glutinoso".
Sinonimia
- Senecio calvertii Boiss.	[5]